# Greatest Hits (Mr. Big)
Greatest Hits è una raccolta del gruppo musicale statunitense Mr. Big, pubblicata il 25 maggio 2004 dalla Atlantic Records.

## Tracce
1. Addicted to That Rush – 4:48 (dall'album Mr. Big)
2. Big Love – 4:51 (dall'album Mr. Big)
3. Take a Walk – 3:59 (dall'album Mr. Big)
4. Strike Like Lightning – 3:44 (Navy Seals Soundtrack)
5. Green-Tinted Sixties Mind – 3:32 (dall'album Lean into It)
6. Daddy, Brother, Lover, Little Boy – 3:57 (dall'album Lean into It)
7. Alive and Kickin' – 5:31 (dall'album Lean into It)
8. Just Take My Heart – 4:25 (dall'album Lean into It)
9. To Be with You – 3:30 (dall'album Lean into It)
10. Wild World – 3:30 (dall'album Bump Ahead)
11. Colorado Bulldog – 4:15 (dall'album Bump Ahead)
12. Price You Gotta Pay – 3:58 (dall'album Bump Ahead)
13. Take Cover – 4:40 (dall'album Hey Man)
14. Dancin' with My Devils – 3:43 (dall'album Get Over It)
15. Superfantastic – 3:46 (dall'album Get Over It)
16. Shine – 3:44 (dall'album Actual Size)
17. Suffocation – 4:41 (dall'album Actual Size)

## Formazione
- Eric Martin – voce
- Paul Gilbert – chitarre (tracce 1-13)
- Richie Kotzen – chitarre (tracce 14-17)
- Billy Sheehan – basso, cori
- Pat Torpey – batteria, cori